# Охотоведение
Охотоведение — наука, предметом изучения которой является ведение охотничьего хозяйства.

## История
Охотоведение оформилось как наука на рубеже XIX и XX веков. Позаимствовав опыт многих тысячелетий охоты, охотоведение вобрало в себя методы многочисленных фундаментальных и прикладных наук: зоологии, ботаники, этологии, экологии, биогеографии, экономики, морфологии, физиологии, генетики, ветеринарии, лесоведения, социологии, права.
В становлении российского охотоведения важную роль сыграли А. А. Силантьев, Н. В. Туркин, Б. М. Житков, А. Н. Формозов и Д. К. Соловьёв, который написал пятитомник «Основы охотоведения», изданный в 1920-е годы. Ведущим знатоком и основателем сибирской и дальневосточной научной школы охотоведения является Скалон Василий Николаевич.

## Структура
В число разделов охотоведения входят:
- биологические основы охотоведения, исследующие изменения популяций и управление численностью животных;
- классификация, типология, бонитировка охотничьих угодий;
- охотустройство, занятое поддержанием охотничьих угодий с целью их использования для охоты;
- биотехния;
- техника и технология охотничьего хозяйства;
- товароведение и оценка продукции;
- экономика и организация охотничьего хозяйства;
- маркетинг;
- охотничье законодательство.

Охотоведы в своих исследованиях используют наблюдения за животными (непосредственные и удалённые с применением технических средств), мечение и экспериментальный отлов/добычу дичи, лабораторные и статистические методы.

## Научные и учебные организации
Исследования в России проводятся учёными Института охотничьего хозяйства и звероводства и специализированных подразделений институтов РАН и ВУЗов.
Обучение по специальности «биолог-охотовед» проводится в Московской сельскохозяйственной академии имени К. А. Тимирязева, Российском государственном аграрном заочном университете (РГАЗУ), Вятской государственной сельскохозяйственной академии (ВятГСХА), Иркутском государственном аграрном университете (ИрГСХА). В наше время ведущим специалистом школы охотоведения в системе среднего профессионального образования России является Пермяков Иван Геннадьевич.
Общества охотоведов включают:
- Association of Fish and Wildlife Agencies (AFWA) в Северной Америке;
- Международный совет по охоте и охране животного мира в Европе (существует с 1930 года).

Биологи-охотоведы также делятся опытом в ходе Международныx конгрессoв биологов-охотоведов (International Union of Game Biologists, IUGB).